# حاکم شیان چین (۴۲۴–۳۶۲ پیش از میلاد)
حاکم شیان از چین (به چینی: 秦獻公؛ ۴۲۴–۳۶۲ پ. م)، زاده با نام شیشی (به چینی: 師隰) یا لیان (به چینی: 連)؛ فرمانروای ایالت چین در دودمان ژو از ۳۸۴ پ. م تا ۳۶۲ پ. م بود. ایالت چین در آینده همه کشور چین را یکپارچه ساخت و تبدیل به دودمان چین شد.

## زندگی

### جلوس
حاکم شیان پسر حاکم لینگ چین، بیست و پنجمین فرمانروای ایالت چین بود. با این حال، هنگامی که حاکم لینگ در سال ۴۱۵ پ. م درگذشت، تاج و تخت به جای پسرش به عموی حاکم لینگ، حاکم جیان، رسید. حاکم جیان ۱۵ سال سلطنت کرد و پسرش حاکم هویی دوم جانشین او شد که ۱۳ سال بعد در ۳۸۷ پ. م درگذشت و سپس پسر هویی، چوزی دوم جانشین او شد. از آنجایی که چوزی فقط یک نوزاد بود، قدرت توسط مادرش، حاکمه شیائوژو، کنترل می‌شد. در ۳۸۵ پ. م، دومین سال سلطنت چوزی، وزیر جون گای (菌改) علیه چوزی و حاکمه شورید. او نیروهای خود را برای همراهی حاکم شیان به چین که در آن زمان در ایالت وی تبعید بود، رهبری کرد، جون گای چوزی و مادرش را کشت و حاکم شیان را بر تخت نشاند.

### سلطنت
حاکم شیان، سی سال پس از مرگ پدرش، سرانجام به پادشاهی چین رسید، دهه‌ها آشفتگی داخلی، ایالت قدرتمند سابق چین را به شدت تضعیف کرده بود. از سوی دیگر، ایالت همسایه وی، قوی‌تر شده بود و قلمرو هکسی چین (غرب رودخانه زرد) را ضمیمه کرده بود.
حاکم شیان بلافاصله پس از رسیدن به تاج و تخت، یک سری اصلاحات انجام داد.

#### برچیدن قربانی‌کردن انسان
او در اولین سال سلطنت خود، رسم قربانی‌کردن انسان در تشییع جنازه را که تقریباً سه قرن قبل توسط حاکم وو، دهمین فرمانروای چین آغاز شده بود، برچید. در تشییع حاکم وو در سال ۶۷۸ پ. م، ۶۶ نفر با او دفن شده بودند. چهاردهمین فرمانروای چین، حاکم مو در سال ۶۲۱ پ. م، ۱۷۷ نفر از جمله چندین مقام ارشد دولتی را با خود دفن کرد. پس از آن مردم چین شعر معروف پرنده زرد را برای محکوم کردن این عمل وحشیانه نوشتند که بعداً در کتاب شعر کلاسیک کنفوسیوس گردآوری شد، اما این رویه همچنان برای بیش از دو قرن ادامه داشت تا اینکه حاکم شیان آن را لغو کرد. ما فیبای، تاریخ‌شناس امروزی، اهمیت لغو قربانی‌کردن انسان توسط حاکم شیان را در تاریخ چین با لغو برده‌داری توسط آبراهام لینکلن در تاریخ آمریکا مقایسه می‌کند.

##### جابه‌جایی پایتخت
در سال ۳۸۳ پ. م، دومین سال سلطنتش، حاکم شیان پایتخت چین را از پایتخت دیرینه خود یونگ (در فنگشیانگ، شانشی امروزی) چند صد کیلومتر به شرق به یویانگ (در ناحیه یانلیانگ امروزی شی‌آن) منتقل کرد. این حرکت مرکز چین را به ایالت‌های دیگری مانند وی، هان و ژائو نزدیک‌تر کرد، تجارت را تسهیل کرد و قبایل قدرتمند اشرافی را که در پایتخت قدیمی مستقر بودند، تضعیف کرد.

##### تأسیس شهرستان‌ها
حاکم شیان رویه ایجاد شهرستان‌هایی که توسط دولتمردان گماشته شده توسط دولت مرکزی اداره می‌شد، گسترش داد. این یک تغییر بزرگ از رویه رایج در آن زمانی بود که اشراف به صورت موروثی زمین‌های خود را مانند ایالت‌های کوچک اداره می‌کردند؛ بود. حاکم شیان چندین شهرستان در پو، لانتیان، پومینگشی و حتی در پایتخت جدید یویانگ تأسیس کرد. این اصلاحات قدرت دولت مرکزی را تقویت کرد و توسط اصلاحگر معروف شانگ یانگ در زمان جانشین حاکم شیان، حاکم شیائو، به کل ایالت گسترش داده شد و به بالندگی چین و در نهایت یکپارچه‌سازی چین کمک کرد.

### جنگ با وی
در سال ۲۶۴ پ. م، چین و وی در شیمن (در یانچنگ، شاآنشی امروزی) با هم جنگیدند و ارتش چین برای نخستین بار شکست بزرگی را به وی که در زمان قوی‌ترین قدرت دوره ایالت‌های جنگ‌طلب بود، با کشتن شصت هزار سرباز وی تحمیل کرد. پادشاه شیان ژو، فرمانروای در اسم چین، به حاکم شیان تبریک گفت و حاکم شیان خود را رهبر برتر در چین اعلام کرد.
دو سال بعد، چین دوباره به وی در شائولیانگ (در هانگ‌چنگ، شاآنشی امروزی) حمله کرد و سردار وی گونگسون کوئو (公孙痤) را اسیر کرد.

## مرگ و جانشینی
حاکم شیان ۲۳ سال سلطنت کرد و در سال ۲۶۲ پ. م در ۶۲ سالگی درگذشت؛ پسرش حاکم شیائو چین جانشین او شد. حاکم شیان نام پسامرگ او بود. او در شیائویو، نزدیک پایتخت خود یویانگ به خاک سپرده شد.

## خانواده

### پسران
- ولیعهد چولیانگ (۳۸۱–۳۳۸ پ. م؛ 太子渠梁)؛ حاکم شیائو چین از ۳۶۱ تا ۳۳۸ پیش از میلاد
- شاهزاده جیچانگ (公子季昌)
- شاهزاده چیان (公子虔)؛ استاد اعظم پادشاه هویی‌ون چین